# Артюх, Евгений Петрович
Евгений Петрович Артюх (род. 4 августа 1964 г. в с. Предгорное Урджарского района Семипалатинской области, Казахской CСР, СССР) — российский партийный и политический деятель. Председатель Российской партии пенсионеров за социальную справедливость (26 декабря 2015 — 29 июля 2016).

## Биография
В 1982 году Евгений Артюх с отличием окончил Артёмовский индустриальный техникум по специальности «оборудование промышленности строительных материалов», квалификация — техник-механик. После окончания техникума работал на Никитовском доломитном заводе (Донецкая область, УССР) учеником слесаря, затем слесарем-ремонтником 4 разряда.
В 1983—1986 годах проходил срочную службу в Пограничных войсках КГБ СССР, служил на советско-турецкой границе в составе Ленинаканского погранотряда (Армения).
В 1986 году работал киномехаником агиткультбригады Мегионского городского отдела культуры ХМАО.
1987—1988 — лаборант кафедры криминалистики Свердловского юридического института.
В 1990 году закончил следственно-криминалистический факультет Свердловского юридического института (ныне Уральский государственный юридический университет) по специальности «правоведение».
1990—1991 — стажер судьи Верх-Исетского районного суда г. Свердловска.
1991—1992 — консультант, старший консультант Отдела юстиции Свердловского облисполкома.
1991—1993 — генеральный директор ИЧП "Юридическая фирма «ЛЕВЪ» (по совместительству).
1992—1995 — юрисконсульт, начальник кадрово-правового отдела, начальник кадрово-правового управления, помощник президента, советник президента, член правления АКБ «СКБ-банк».
1993—1995 — советник по вопросам финансового и банковского законодательства ТОО "Юридическая фирма «ЛЕВЪ» (по совместительству).
1995—1996 — заместитель Председателя правления Акционерного коммерческого банка «Гранит» (группа «Интерурал», Москва).
1995—2001 — генеральный директор ЗАО "Юридическая фирма «ЛЕВЪ».
В 1997 году окончил Институт переподготовки и повышения квалификации по финансово-банковским специальностям Финансовой академии при правительстве РФ по направлению «Банковское дело», квалификация — экономист.
В 2000 году прошёл обучение по программе «Обучение специалистов по антикризисному управлению ФСДН России» при УрАГС.
В 2001 году стажировался в США (г. Сан-Франциско) по программе эффективного производства «Организация юридических служб США, этика ведения бизнеса. Противодействие коррупции».
2001—2006 — генеральный директор ООО "Аудиторская фирма «ЛЕВЪ-АУДИТ», руководитель Группы компаний «ЛЕВЪ&ЛЕВЪ-АУДИТ».
В 2002 году обучался в Институте переподготовки кадров УГТУ в рамках Президентской программы подготовки управленческих кадров для организаций народного хозяйства РФ, программа «Менеджмент», специализация «Стратегический менеджмент».
В 2003 году освоил единую программу подготовки арбитражных управляющих в НОУ «Потенциал». В 2004 год проходил стажировку в качестве помощника Арбитражного управляющего, после чего был арбитражным управляющим ряда уральских предприятий, в том числе — Уфалейского завода металлургического машиностроения, авиакомпании «СПАЭРО» и др.
В 2002—2005 годах проходил обучение по программам повышения квалификации аудиторов (Учебно-Методический Центр УрГЭУ).
2006−2016 — депутат Законодательного Собрания Свердловской области.

## Общественно-политическая деятельность
Евгений Артюх был членом КПСС, вступив в партию во время службы в армии.
В 1999 году Артюх вступил в Российскую партию пенсионеров (РПП; с 2012 г. — Российская партия пенсионеров за справедливость, РППС). В 1999—2004 годах был координатором РПП в Уральском федеральном округе по Свердловской области. В 2004—2006 годах — председатель Свердловского регионального отделения РПП. В ходе избирательной кампании по выборам депутатов Областной Думы Законодательного Собрания Свердловской области, возглавляемая Евгением Артюхом Партия Пенсионеров 8 октября 2006 г получила 18,79 % голосов, показав второй результат после «Единой России».
В 2006—2010 годах — депутат Свердловской областной думы (нижняя палата областного заксобрания; с 2012 г. — однопалатное) от Российской партии пенсионеров. Член комитета по вопросам законодательства, общественной безопасности и местного самоуправления, председатель комиссии по предварительной подготовке материалов к рассмотрению кандидатур на должности судей.
В 2011—2016 годах был депутатом Законодательного собрания Свердловской области 6 созыва от партии «Единая Россия», войдя в избирательный список по квоте Общероссийского Народного фронта.
Неоднократно голосовал вразрез с установками фракции Единой России в Законодательном собрании Свердловской области, в результате чего руководство «Единой России» потребовало от Артюха отказаться от депутатского мандата. Евгений Артюх отказался подчиняться указанным требованиям, заявив, что депутатский мандат он получил от избирателей.
Являлся автором, соавтором целого ряда законодательных инициатив, приведших к принятию региональных законов, например Закона Свердловской области «О ветеранах труда в Свердловской области», Закона Свердловской области о так называемой малой приватизации, предусматривающего возможность выкупа помещений, арендуемых субъектами малого и среднего предпринимательства, Областного закона о снижении налоговых ставок для малого бизнеса, применяющего упрощенную систему налогообложения, и других.
В 2012 году был доверенным лицом Владимира Путина на выборах президента Российской Федерации.
В 2012—2016 годах был одним из руководителей и активистов Свердловского регионального отделения Общероссийского Народного Фронта «За Россию», руководителем проекта ОНФ «За честные закупки».
В 2002—2017 годах — Председатель Свердловского регионального отделения Общероссийской организации малого и среднего предпринимательства «ОПОРА РОССИИ», член Правления организации.
В 2005 году выступил одним из инициаторов и учредителей Некоммерческого партнерства «Саморегулируемая организация профессиональных участников рынка правовых услуг «Уральская правовая палата» (УПП), которая позднее была переименована в Национальную правовую палату (НПП). Является председателем УПП/НПП с 2005 года. Выступил инициатором проведения, одним из организаторов и председателем оргкомитета Международного юридического форума «Юридическая неделя на Урале».
С 2008 по 2018 год Евгений Артюх являлся членом Ассоциации юристов России (АЮР). Длительное время избирался членом Совета Регионального отделения АЮР в Свердловской области. В 2018 году публично заявил о выходе из состава АЮР в связи с несогласием с политикой, проводимой руководством организации.
С 2012 года по декабрь 2015 года — заместитель председателя Российской партии пенсионеров за справедливость Игоря Зотова.
26 декабря 2015 года избран председателем Российской партии пенсионеров за справедливость.
29 июля 2016 года внеочередной съезд РППС освободил Евгения Артюха от должности Председателя партии в связи с утратой доверия.. По словам члена президиума РППС Николая Полиняка, «Артюх поставил личную выгоду выше партийных интересов». Евгений Артюх прокомментировал свое освобождение с должности вмешательством Администрации Президента РФ в ход подготовки партии к выборам в Государственную Думу ФС РФ в 2016 году, заявив, что отказался выполнять требования АП по исключению из списка ряда кандидатов в депутаты Государственной Думы, выступив с открытым видеообращением к Президенту РФ Путину В. В. на своей странице в Фейсбуке.
После указанных событий, Евгений Артюх заявил об уходе из политики, заявив, что не верит в честные, открытые выборы в стране.
Евгений Артюх — один из соучредителей Арт-движения «Старик Букашкин» по популяризации творчества екатеринбургского художника, поэта Евгения Малахина (с 2008 г.). Президент Движения с момента основания до 2018 года.
Один из авторов и участник многочисленных художественных акций в Екатеринбурге: 31-ВО!Майская демонстрация солидарности художников всех мастей, Чемпионат мира по игре в уральские шахматы НерКирдык, Временные памятники героям интернета. В рамках проекта в Екатеринбурге были установлены картонный памятник букве Е, временный памятник Ассанжу, памятник Великим уральским озерам, прошла скандальная арт-акция «Весна правопорядка или чмок и ты полицейский», приуроченная к дню переименования российской милиции в полицию в 2011 году.
С 2018 года — представитель Общероссийской организации малого и среднего предпринимательства «Опора России» в Словацкой Республике, эксперт Российского экспортного клуба.

## Семья
Евгений Артюх женат вторым браком. Имеет семь детей.
Первая супруга — Елена, юрист, Уполномоченный по защите прав предпринимателей в Свердловской области.
Вторая жена — Ксения, выпускница Уральской государственной медицинской академии (УГМА).
От первого брака два сына — Артём и Арсений, от второго — дочери Варвара, Маруся и Василиса, сыновья Ярослав (род. 2013) и Егор (род. 2015).
Увлекается сноубордом, горными лыжами и парашютным спортом.